# Megalobulimus fragilion
Megalobulimus fragilion es una especie de molusco gasterópodo de la familia Megalobulimidae en el orden de los Stylommatophora.

## Distribución geográfica
Es endémica del Brasil. 